# Mika (Musiker)/Auszeichnungen für Musikverkäufe

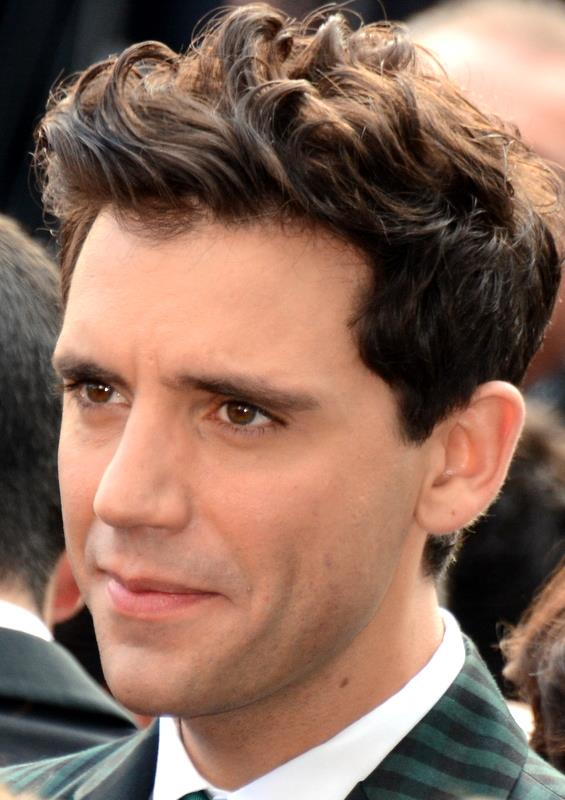
Mika (2014)

Dies ist eine Übersicht über die Auszeichnungen für Musikverkäufe des britischen Pop-Sängers Mika. Die Auszeichnungen finden sich nach ihrer Art (Gold, Platin usw.), nach Staaten getrennt in chronologischer Reihenfolge, geordnet sowie nach den Tonträgern selbst, ebenfalls in chronologischer Reihenfolge, getrennt nach Medium (Alben, Singles usw.), wieder.

## Auszeichnungen
| - Vereinigtes Königreich - 2018: für die Single Relax, Take It Easy - 2018: für die Single Love Today - 2022: für die Single Popular Song - 2023: für das Album No Place in Heaven - 2023: für die Single We Are Golden - Argentinien - 2007: für das Album Life in Cartoon Motion - Australien - 2008: für die Single Big Girl (You Are Beautiful) - 2008: für die Single Happy Ending - Belgien - 2007: für die Single Love Today - 2008: für die Single Big Girl (You Are Beautiful) - 2011: für die Single Elle me dit - Brasilien - 2024: für die Single Popular Song - Deutschland - 2007: für die Single Grace Kelly - Frankreich - 2023: für die Single Keep It Simple - 2025: für das Album Que ta tête fleurisse toujours - Griechenland - 2007: für das Album Life in Cartoon Motion - Italien - 2012: für die Single We Are Golden - 2012: für die Single Celebrate - 2014: für die Single Relax, Take It Easy - 2014: für die Single Underwater - 2014: für die Single Happy Ending - 2015: für die Single Good Guys - 2015: für das Album The Origin of Love - 2016: für die Single Staring at the Sun - 2019: für das Album Life in Cartoon Motion - Japan - 2007: für das Album Life in Cartoon Motion - Kanada - 2010: für das Album The Boy Who Knew Too Much - Polen - 2007: für das Album Life in Cartoon Motion - Schweden - 2007: für die Single Grace Kelly - Schweiz - 2007: für die Single Grace Kelly - 2009: für das Album The Boy Who Knew Too Much - Spanien - 2024: für die Single Grace Kelly - Ungarn - 2007: für das Album Life in Cartoon Motion - Vereinigte Staaten - 2009: für die Single Grace Kelly - 2015: für die Single Popular Song - Vereinigtes Königreich - 2013: für das Videoalbum Live in Cartoon Motion - 2021: für die Single Happy Ending - 2024: für die Single Big Girl (You Are Beautiful) - 2025: für die Single Lollipop | - Australien - 2007: für die Single Grace Kelly - 2008: für die Single Love Today - Belgien - 2007: für die Single Grace Kelly - 2007: für die Single Relax, Take It Easy - 2009: für das Album The Boy Who Knew Too Much - Dänemark - 2007: für die Single Grace Kelly - 2007: für die Single Relax, Take It Easy - Deutschland - 2007: für das Album Life in Cartoon Motion - 2023: für die Single Relax, Take It Easy - Frankreich - 2013: für das Album The Origin of Love - 2015: für das Album No Place in Heaven - Italien - 2013: für die Single Rain - 2013: für die Single Kick Ass (We Are Young) - 2015: für das Album The Boy Who Knew Too Much - 2016: für das Album No Place in Heaven - 2018: für die Single Grace Kelly - 2023: für die Single Bolero - Neuseeland - 2018: für das Album Life in Cartoon Motion - Niederlande - 2008: für das Album Life in Cartoon Motion - Österreich - 2007: für das Album Life in Cartoon Motion - Portugal - 2007: für das Album Life in Cartoon Motion - Russland - 2007: für das Album Life in Cartoon Motion - Schweden - 2008: für das Album Life in Cartoon Motion - Spanien - 2007: für das Album Life in Cartoon Motion - Vereinigtes Königreich - 2013: für die Single Everybody Hurts - 2022: für das Album The Boy Who Knew Too Much | - Australien - 2007: für das Album Life in Cartoon Motion - Dänemark - 2019: für das Album Life in Cartoon Motion - Italien - 2014: für das Album Song Book Vol. 1 - 2016: für die Single Beautiful Disaster - Kanada - 2008: für das Album Life in Cartoon Motion - Neuseeland - 2023: für die Single Grace Kelly - Schweiz - 2007: für das Album Life in Cartoon Motion - Spanien - 2008: für die Single Relax, Take It Easy - Frankreich - 2010: für das Album The Boy Who Knew Too Much - Irland - 2007: für das Album Life in Cartoon Motion - Vereinigtes Königreich - 2025: für die Single Grace Kelly - Europa - 2009: für das Album Life in Cartoon Motion - Italien - 2015: für die Single Stardust - Belgien - 2008: für das Album Life in Cartoon Motion - Vereinigtes Königreich - 2024: für das Album Life in Cartoon Motion - Frankreich - 2021: für das Album Life in Cartoon Motion |

## Auszeichnungen nach Alben

### Life in Cartoon Motion
| Land/Region                  | Auszeichnungen für Musikverkäufe (Land/Region, Auszeichnung, Verkäufe) | Verkäufe    |
| ---------------------------- | ---------------------------------------------------------------------- | ----------- |
| Argentinien (CAPIF)          | Gold                                                                   | 20.000      |
| Australien (ARIA)            | 2× Platin                                                              | 140.000     |
| Belgien (BRMA)               | 5× Platin                                                              | (150.000)   |
| Dänemark (IFPI)              | 2× Platin                                                              | (40.000)    |
| Deutschland (BVMI)           | Platin                                                                 | (200.000)   |
| Europa (IFPI)                | 4× Platin                                                              | 4.000.000   |
| Frankreich (SNEP)            | 2× Diamant                                                             | (1.000.000) |
| Griechenland (IFPI)          | Gold                                                                   | (7.500)     |
| Irland (IRMA)                | 3× Platin                                                              | (45.000)    |
| Italien (FIMI)               | Gold                                                                   | (25.000)    |
| Japan (RIAJ)                 | Gold                                                                   | 100.000     |
| Kanada (MC)                  | 2× Platin                                                              | 200.000     |
| Neuseeland (RMNZ)            | Platin                                                                 | 15.000      |
| Niederlande (NVPI)           | Platin                                                                 | (60.000)    |
| Österreich (IFPI)            | Platin                                                                 | (20.000)    |
| Polen (ZPAV)                 | Gold                                                                   | (10.000)    |
| Portugal (AFP)               | Platin                                                                 | (20.000)    |
| Russland (NFPF)              | Platin                                                                 | (20.000)    |
| Schweden (IFPI)              | Platin                                                                 | (40.000)    |
| Spanien (Promusicae)         | Platin                                                                 | (80.000)    |
| Schweiz (IFPI)               | 2× Platin                                                              | (60.000)    |
| Ungarn (MAHASZ)              | Gold                                                                   | (3.000)     |
| Vereinigtes Königreich (BPI) | 6× Platin                                                              | (1.800.000) |
| Insgesamt                    | 6× Gold · 34× Platin · 2× Diamant ·                                    | 4.475.000   |

### The Boy Who Knew Too Much
| Land/Region                  | Auszeichnungen für Musikverkäufe (Land/Region, Auszeichnung, Verkäufe) | Verkäufe |
| ---------------------------- | ---------------------------------------------------------------------- | -------- |
| Belgien (BRMA)               | Platin                                                                 | 30.000   |
| Frankreich (SNEP)            | 3× Platin                                                              | 300.000  |
| Italien (FIMI)               | Platin                                                                 | 50.000   |
| Kanada (MC)                  | Gold                                                                   | 40.000   |
| Schweiz (IFPI)               | Gold                                                                   | 15.000   |
| Vereinigtes Königreich (BPI) | Platin                                                                 | 300.000  |
| Insgesamt                    | 2× Gold · 6× Platin ·                                                  | 735.000  |

### The Origin of Love
| Land/Region       | Auszeichnungen für Musikverkäufe (Land/Region, Auszeichnung, Verkäufe) | Verkäufe |
| ----------------- | ---------------------------------------------------------------------- | -------- |
| Frankreich (SNEP) | Platin                                                                 | 100.000  |
| Italien (FIMI)    | Gold                                                                   | 25.000   |
| Insgesamt         | 1× Gold · 1× Platin ·                                                  | 125.000  |

### Song Book Vol. 1
| Land/Region    | Auszeichnungen für Musikverkäufe (Land/Region, Auszeichnung, Verkäufe) | Verkäufe |
| -------------- | ---------------------------------------------------------------------- | -------- |
| Italien (FIMI) | 2× Platin                                                              | 100.000  |
| Insgesamt      | 2× Platin ·                                                            | 100.000  |

### No Place in Heaven
| Land/Region                  | Auszeichnungen für Musikverkäufe (Land/Region, Auszeichnung, Verkäufe) | Verkäufe |
| ---------------------------- | ---------------------------------------------------------------------- | -------- |
| Frankreich (SNEP)            | Platin                                                                 | 100.000  |
| Italien (FIMI)               | Platin                                                                 | 50.000   |
| Vereinigtes Königreich (BPI) | Silber                                                                 | 60.000   |
| Insgesamt                    | 1× Silber · 2× Platin ·                                                | 210.000  |

### Que ta tête fleurisse toujours
| Land/Region       | Auszeichnungen für Musikverkäufe (Land/Region, Auszeichnung, Verkäufe) | Verkäufe |
| ----------------- | ---------------------------------------------------------------------- | -------- |
| Frankreich (SNEP) | Gold                                                                   | 50.000   |
| Insgesamt         | 1× Gold ·                                                              | 50.000   |

## Auszeichnungen nach Singles

### Relax, Take It Easy
| Land/Region                  | Auszeichnungen für Musikverkäufe (Land/Region, Auszeichnung, Verkäufe) | Verkäufe |
| ---------------------------- | ---------------------------------------------------------------------- | -------- |
| Belgien (BRMA)               | Platin                                                                 | 50.000   |
| Dänemark (IFPI)              | Platin                                                                 | 15.000   |
| Deutschland (BVMI)           | Platin                                                                 | 300.000  |
| Finnland (IFPI)              | —                                                                      | 4.870    |
| Italien (FIMI)               | Gold                                                                   | 42.500   |
| Spanien (Promusicae)         | 2× Platin                                                              | 40.000   |
| Vereinigtes Königreich (BPI) | Silber                                                                 | 200.000  |
| Insgesamt                    | 1× Silber · 1× Gold · 5× Platin ·                                      | 652.370  |

### Grace Kelly
| Land/Region                  | Auszeichnungen für Musikverkäufe (Land/Region, Auszeichnung, Verkäufe) | Verkäufe  |
| ---------------------------- | ---------------------------------------------------------------------- | --------- |
| Australien (ARIA)            | Platin                                                                 | 70.000    |
| Belgien (BRMA)               | Platin                                                                 | 50.000    |
| Dänemark (IFPI)              | Platin                                                                 | 15.000    |
| Deutschland (BVMI)           | Gold                                                                   | 150.000   |
| Italien (FIMI)               | Platin                                                                 | 85.500    |
| Neuseeland (RMNZ)            | 2× Platin                                                              | 60.000    |
| Schweden (IFPI)              | Gold                                                                   | 10.000    |
| Schweiz (IFPI)               | Gold                                                                   | 15.000    |
| Spanien (Promusicae)         | Gold                                                                   | 30.000    |
| Vereinigte Staaten (RIAA)    | Gold                                                                   | 500.000   |
| Vereinigtes Königreich (BPI) | 3× Platin                                                              | 1.800.000 |
| Insgesamt                    | 5× Gold · 9× Platin ·                                                  | 2.785.500 |

### Love Today
| Land/Region                  | Auszeichnungen für Musikverkäufe (Land/Region, Auszeichnung, Verkäufe) | Verkäufe |
| ---------------------------- | ---------------------------------------------------------------------- | -------- |
| Australien (ARIA)            | Platin                                                                 | 70.000   |
| Belgien (BRMA)               | Gold                                                                   | 25.000   |
| Vereinigtes Königreich (BPI) | Silber                                                                 | 200.000  |
| Insgesamt                    | 1× Silber · 1× Gold · 1× Platin ·                                      | 295.000  |

### Big Girl (You Are Beautiful)
| Land/Region                  | Auszeichnungen für Musikverkäufe (Land/Region, Auszeichnung, Verkäufe) | Verkäufe |
| ---------------------------- | ---------------------------------------------------------------------- | -------- |
| Australien (ARIA)            | Gold                                                                   | 35.000   |
| Belgien (BRMA)               | Gold                                                                   | 25.000   |
| Vereinigtes Königreich (BPI) | Gold                                                                   | 400.000  |
| Insgesamt                    | 3× Gold ·                                                              | 460.000  |

### Happy Ending
| Land/Region                  | Auszeichnungen für Musikverkäufe (Land/Region, Auszeichnung, Verkäufe) | Verkäufe |
| ---------------------------- | ---------------------------------------------------------------------- | -------- |
| Australien (ARIA)            | Gold                                                                   | 35.000   |
| Italien (FIMI)               | Gold                                                                   | 15.000   |
| Vereinigtes Königreich (BPI) | Gold                                                                   | 400.000  |
| Insgesamt                    | 3× Gold ·                                                              | 450.000  |

### Lollipop
| Land/Region                  | Auszeichnungen für Musikverkäufe (Land/Region, Auszeichnung, Verkäufe) | Verkäufe |
| ---------------------------- | ---------------------------------------------------------------------- | -------- |
| Vereinigtes Königreich (BPI) | Gold                                                                   | 400.000  |
| Insgesamt                    | 1× Gold ·                                                              | 400.000  |

### We Are Golden
| Land/Region                  | Auszeichnungen für Musikverkäufe (Land/Region, Auszeichnung, Verkäufe) | Verkäufe |
| ---------------------------- | ---------------------------------------------------------------------- | -------- |
| Italien (FIMI)               | Gold                                                                   | 15.000   |
| Vereinigtes Königreich (BPI) | Silber                                                                 | 200.000  |
| Insgesamt                    | 1× Silber · 1× Gold ·                                                  | 215.000  |

### Rain
| Land/Region       | Auszeichnungen für Musikverkäufe (Land/Region, Auszeichnung, Verkäufe) | Verkäufe |
| ----------------- | ---------------------------------------------------------------------- | -------- |
| Frankreich (SNEP) | —                                                                      | 61.800   |
| Italien (FIMI)    | Platin                                                                 | 30.000   |
| Insgesamt         | 1× Platin ·                                                            | 91.800   |

### Kick Ass (We Are Young)
| Land/Region    | Auszeichnungen für Musikverkäufe (Land/Region, Auszeichnung, Verkäufe) | Verkäufe |
| -------------- | ---------------------------------------------------------------------- | -------- |
| Italien (FIMI) | Platin                                                                 | 30.000   |
| Insgesamt      | 1× Platin ·                                                            | 30.000   |

### Elle me dit
| Land/Region       | Auszeichnungen für Musikverkäufe (Land/Region, Auszeichnung, Verkäufe) | Verkäufe |
| ----------------- | ---------------------------------------------------------------------- | -------- |
| Belgien (BRMA)    | Gold                                                                   | 15.000   |
| Frankreich (SNEP) | —                                                                      | 208.900  |
| Insgesamt         | 1× Gold ·                                                              | 223.900  |

### Celebrate
| Land/Region    | Auszeichnungen für Musikverkäufe (Land/Region, Auszeichnung, Verkäufe) | Verkäufe |
| -------------- | ---------------------------------------------------------------------- | -------- |
| Italien (FIMI) | Gold                                                                   | 15.000   |
| Insgesamt      | 1× Gold ·                                                              | 15.000   |

### Underwater
| Land/Region       | Auszeichnungen für Musikverkäufe (Land/Region, Auszeichnung, Verkäufe) | Verkäufe |
| ----------------- | ---------------------------------------------------------------------- | -------- |
| Frankreich (SNEP) | —                                                                      | 38.300   |
| Italien (FIMI)    | Gold                                                                   | 15.000   |
| Insgesamt         | 1× Gold ·                                                              | 53.300   |

### Popular Song
| Land/Region                  | Auszeichnungen für Musikverkäufe (Land/Region, Auszeichnung, Verkäufe) | Verkäufe |
| ---------------------------- | ---------------------------------------------------------------------- | -------- |
| Brasilien (PMB)              | Gold                                                                   | 30.000   |
| Vereinigte Staaten (RIAA)    | Gold                                                                   | 500.000  |
| Vereinigtes Königreich (BPI) | Silber                                                                 | 200.000  |
| Insgesamt                    | 1× Silber · 2× Gold ·                                                  | 730.000  |

### Good Guys
| Land/Region    | Auszeichnungen für Musikverkäufe (Land/Region, Auszeichnung, Verkäufe) | Verkäufe |
| -------------- | ---------------------------------------------------------------------- | -------- |
| Italien (FIMI) | Gold                                                                   | 25.000   |
| Insgesamt      | 1× Gold ·                                                              | 25.000   |

### Stardust
| Land/Region    | Auszeichnungen für Musikverkäufe (Land/Region, Auszeichnung, Verkäufe) | Verkäufe |
| -------------- | ---------------------------------------------------------------------- | -------- |
| Italien (FIMI) | 4× Platin                                                              | 120.000  |
| Insgesamt      | 4× Platin ·                                                            | 120.000  |

### Boum Boum Boum
| Land/Region       | Auszeichnungen für Musikverkäufe (Land/Region, Auszeichnung, Verkäufe) | Verkäufe |
| ----------------- | ---------------------------------------------------------------------- | -------- |
| Frankreich (SNEP) | —                                                                      | 30.400   |
| Insgesamt         | —                                                                      | 30.400   |

### Staring at the Sun
| Land/Region    | Auszeichnungen für Musikverkäufe (Land/Region, Auszeichnung, Verkäufe) | Verkäufe |
| -------------- | ---------------------------------------------------------------------- | -------- |
| Italien (FIMI) | Gold                                                                   | 25.000   |
| Insgesamt      | 1× Gold ·                                                              | 25.000   |

### Beautiful Disaster
| Land/Region    | Auszeichnungen für Musikverkäufe (Land/Region, Auszeichnung, Verkäufe) | Verkäufe |
| -------------- | ---------------------------------------------------------------------- | -------- |
| Italien (FIMI) | 2× Platin                                                              | 100.000  |
| Insgesamt      | 2× Platin ·                                                            | 100.000  |

### Bolero
| Land/Region    | Auszeichnungen für Musikverkäufe (Land/Region, Auszeichnung, Verkäufe) | Verkäufe |
| -------------- | ---------------------------------------------------------------------- | -------- |
| Italien (FIMI) | Platin                                                                 | 100.000  |
| Insgesamt      | 1× Platin ·                                                            | 100.000  |

### Keep It Simple
| Land/Region       | Auszeichnungen für Musikverkäufe (Land/Region, Auszeichnung, Verkäufe) | Verkäufe |
| ----------------- | ---------------------------------------------------------------------- | -------- |
| Frankreich (SNEP) | Gold                                                                   | 100.000  |
| Insgesamt         | 1× Gold ·                                                              | 100.000  |

## Auszeichnungen nach Videoalben

### Live in Cartoon Motion
| Land/Region                  | Auszeichnungen für Musikverkäufe (Land/Region, Auszeichnung, Verkäufe) | Verkäufe |
| ---------------------------- | ---------------------------------------------------------------------- | -------- |
| Vereinigtes Königreich (BPI) | Gold                                                                   | 25.000   |
| Insgesamt                    | 1× Gold ·                                                              | 25.000   |

## Statistik und Quellen
| Land/RegionAuszeichnungen für Musikverkäufe (Land/Region, Auszeichnungen, Verkäufe, Quellen) | Silber     | Gold       | Platin       | Diamant     | Verkäufe    | Quellen                                                        |
| -------------------------------------------------------------------------------------------- | ---------- | ---------- | ------------ | ----------- | ----------- | -------------------------------------------------------------- |
| Argentinien (CAPIF)                                                                          | —          | Gold1      | —            | —           | 20.000      | capif.org.ar (Memento vom 20. August 2011 im Internet Archive) |
| Australien (ARIA)                                                                            | —          | 2× Gold2   | 4× Platin4   | —           | 350.000     | aria.com.au                                                    |
| Belgien (BRMA)                                                                               | —          | 3× Gold3   | 8× Platin8   | —           | 345.000     | ultratop.be                                                    |
| Brasilien (PMB)                                                                              | —          | Gold1      | —            | —           | 30.000      | pro-musicabr.org.br                                            |
| Dänemark (IFPI)                                                                              | —          | —          | 4× Platin4   | —           | 70.000      | ifpi.dk                                                        |
| Deutschland (BVMI)                                                                           | —          | Gold1      | 2× Platin2   | —           | 650.000     | musikindustrie.de                                              |
| Europa (IFPI)                                                                                | —          | —          | 4× Platin4   | —           | (4.000.000) | ifpi.org                                                       |
| Finnland (IFPI)                                                                              | —          | —          | —            | —           | 4.870       | Einzelnachweise                                                |
| Frankreich (SNEP)                                                                            | —          | 2× Gold2   | 5× Platin5   | 2× Diamant2 | 1.989.400   | infodisc.fr snepmusique.com                                    |
| Griechenland (IFPI)                                                                          | —          | Gold1      | —            | —           | 7.500       | Einzelnachweise                                                |
| Irland (IRMA)                                                                                | —          | —          | 3× Platin3   | —           | 45.000      | irishcharts.ie                                                 |
| Italien (FIMI)                                                                               | —          | 9× Gold9   | 14× Platin14 | —           | 868.000     | fimi.it                                                        |
| Japan (RIAJ)                                                                                 | —          | Gold1      | —            | —           | 100.000     | riaj.or.jp                                                     |
| Kanada (MC)                                                                                  | —          | Gold1      | 2× Platin2   | —           | 240.000     | musiccanada.com                                                |
| Neuseeland (RMNZ)                                                                            | —          | —          | 3× Platin3   | —           | 75.000      | radioscope.co.nz NZ2                                           |
| Niederlande (NVPI)                                                                           | —          | —          | Platin1      | —           | 60.000      | nvpi.nl                                                        |
| Österreich (IFPI)                                                                            | —          | —          | Platin1      | —           | 20.000      | ifpi.at                                                        |
| Polen (ZPAV)                                                                                 | —          | Gold1      | —            | —           | 10.000      | olis.pl                                                        |
| Portugal (AFP)                                                                               | —          | —          | Platin1      | —           | 20.000      | Einzelnachweise                                                |
| Russland (NFPF)                                                                              | —          | —          | Platin1      | —           | 20.000      | afp.org.pt (Memento vom 24. Januar 2009 im Internet Archive)   |
| Schweden (IFPI)                                                                              | —          | Gold1      | Platin1      | —           | 50.000      | sverigetopplistan.se                                           |
| Schweiz (IFPI)                                                                               | —          | 2× Gold2   | 2× Platin2   | —           | 90.000      | hitparade.ch                                                   |
| Spanien (Promusicae)                                                                         | —          | Gold1      | 3× Platin3   | —           | 150.000     | elportaldemusica.es ES2                                        |
| Ungarn (MAHASZ)                                                                              | —          | Gold1      | —            | —           | 3.000       | slagerlistak.hu                                                |
| Vereinigte Staaten (RIAA)                                                                    | —          | 2× Gold2   | —            | —           | 1.000.000   | riaa.com                                                       |
| Vereinigtes Königreich (BPI)                                                                 | 5× Silber5 | 4× Gold4   | 11× Platin11 | —           | 6.585.000   | bpi.co.uk                                                      |
| Insgesamt                                                                                    | 5× Silber5 | 34× Gold34 | 70× Platin70 | 2× Diamant2 |             |                                                                |